# Load-link/store-conditional
在電腦科學中,load-linked/store-conditional(LL/SC)，也會被稱作load-reserved/store-conditional (LR/SC)，load-link与store-conditional (LL/SC)是一对用于并发同步访问内存的CPU指令。Load-link返回内存位置处的当前值，随后的store-conditional在该内存位置处保存新值（如果从load-link后没有被修改）。这被用于实现无锁算法与read-modify-write原子操作。

## 历史
LL/SC最初是Jensen, Hagensen, Broughton在勞倫斯利佛摩國家實驗室为S-1 AAP multiprocessor （页面存档备份，存于）而设计。

## 实现
LL/SC指令被下述架构支持：
- Alpha: ldl_l/stl_c , ldq_l/stq_c
- PowerPC: lwarx/stwcx , ldarx/stdcx
- MIPS架構: ll/sc
- ARM架構: ldrex/strex (ARMv6 , v7), ldxr/stxr (ARM version 8)
- RISC-V: lr/sc

LL/SC的硬件实现典型地不允许嵌套LL/SC对。 嵌套的LL/SC机制用于提供MCAS原语（多字Compare-And-Swap，字可以是分布的）。  2013年Trevor Brown, Faith Ellen, Eric Ruppert软件实现了多地址LL/SC扩展。这被用来优化二叉搜索树。